# Президентські вибори в Росії 2004
Президентські вибори відбулися в Росії 14 березня 2004. Чинний президент Володимир Путін балотувався на другий чотирирічний термін. Він був переобраний із 71,31 % голосами виборців.

## Законодавчі параметри
Відповідно до федерального закону «Про вибори Президента Російської Федерації», Президентом РФ може бути обраний будь-який громадянин Росії не молодше 35 років, який постійно проживає в Росії не менше 10 років. Існують також деякі інші обмеження для обрання (наприклад, недієздатність, перебування у місцях позбавлення волі, наявність іноземного громадянства тощо), які перераховані в статті 3 закону.
Існує два способи участі у виборах:
- як самовисуванець. Громадянин Російської Федерації може висунути свою кандидатуру, але за умови підтримки його висунення групою виборців. Відповідно, такому кандидату для реєстрації спочатку необхідно створити і зареєструвати в ЦВК групу виборців у кількості не менше 500 громадян Російської Федерації, що володіють активним виборчим правом. Потім, щоб бути допущеним до виборів, йому треба зібрати і представити в Центральну виборчу комісію не менше 2 мільйонів підписів виборців (причому кількість представлених підписів не має перевищувати 2,1 мільйона, а на один суб'єкт Російської Федерації має припадати не більше 50 000 підписів).

- як кандидат від зареєстрованої політичної партії. Кандидата висуває з'їзд партії. Кандидатам від тих партій, які не представлені в Державній Думі поточного скликання, щоб бути допущеним до виборів, потрібно так само, як і самовисуванцям, зібрати не менше 2 мільйонів підписів на свою підтримку.

## Результати
| Кандидати        | Партії, що їх висунули                                                         | Голосів    | %      |
| ---------------- | ------------------------------------------------------------------------------ | ---------- | ------ |
| Володимир Путін  | за підтримки партії Єдина Росія                                                | 49 565 238 | 71,31  |
| Микола Харитонов | Комуністична партія Російської Федерації, але був членом Аграрної партії Росії | 9 513 313  | 13,69  |
| Сергій Глазьєв   | за підтримки партії «Родіна»                                                   | 2 850 063  | 4,10   |
| Ірина Хакамада   |                                                                                | 2 671 313  | 3,84   |
| Олег Малишкін    | Ліберально-демократична партія Росії                                           | 1 405 315  | 2,02   |
| Сергій Миронов   | Російська партія життя                                                         | 524 324    | 0,75   |
| Проти всіх       | Проти всіх                                                                     | 2 396 219  | 3,45   |
| Загалом          | Загалом                                                                        | 68,925,785 | 100.00 |